# Groń (Pasmo Szumiącej)
Groń (666 m) – wzniesienie w bocznym grzbiecie Gorców, odbiegającym od Barda (948 m) w północno-zachodnim kierunku i opadającym do doliny Raby. W grzbiecie tym kolejno znajdują się: przełęcz Jama (796 m), szczyty Wirchy (835 m), Szumiąca (845 m) i Groń. Zachodnie stoki Gronia opadają do doliny potoku Skaliśniański, oddzielającej Groń od wzniesienia Grzebień (677 m), stoki wschodnie do doliny potoku Pasieka.
Przez Groń przebiega granica między miejscowościami Olszówka i Rabka-Zdrój. Jest w większości porośnięty lasem, ale po północno-zachodniej stronie jego szczytu i stokach południowych znajdują się pola i zabudowania.